# Petrus Johannes Blok

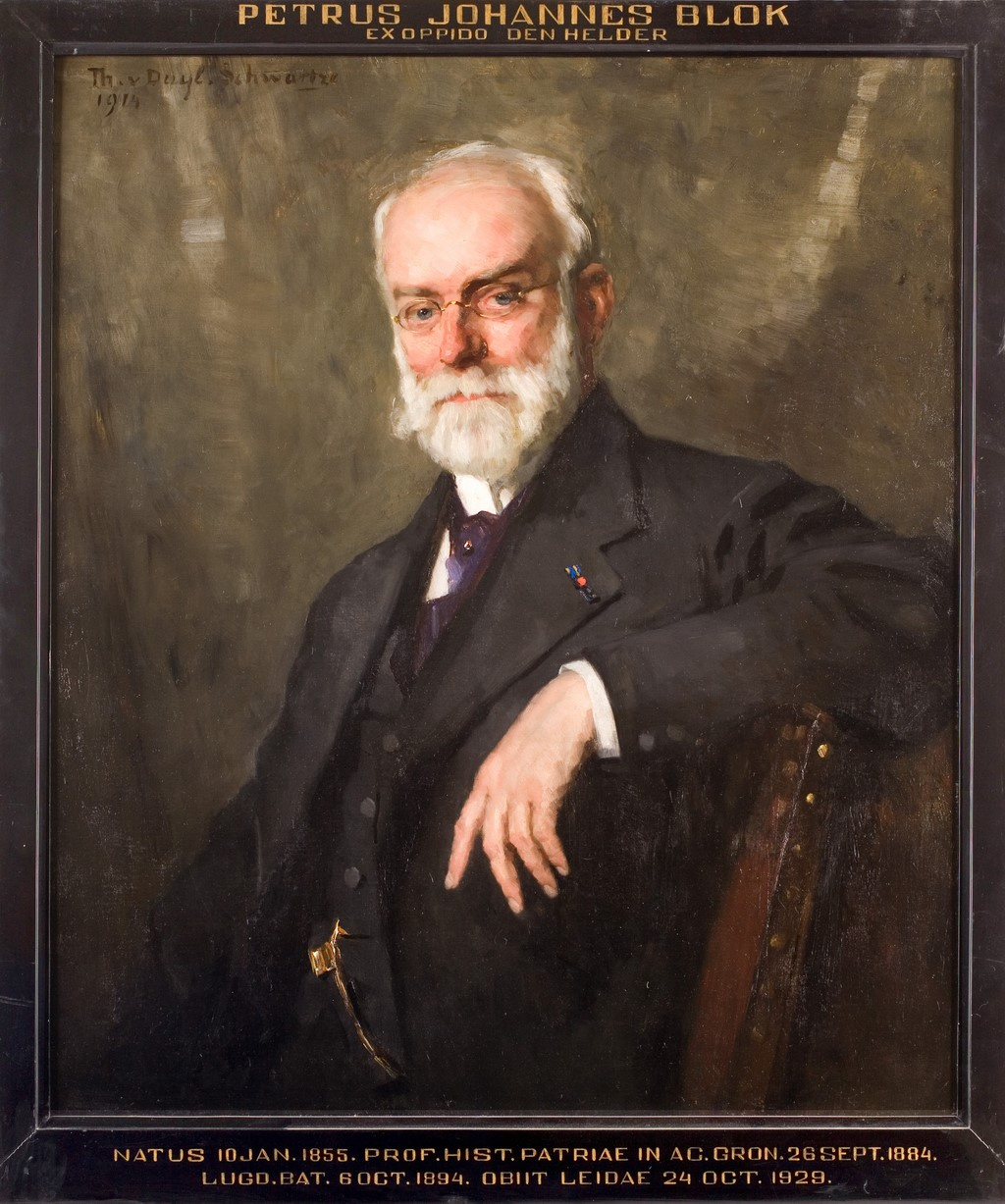
Petrus Johannes Blok
(Bild von Thérèse Schwartze)

Petrus Johannes Blok auch: Pieter Jacob Blok (* 10. Januar 1855 in Den Helder; † 24. Oktober 1929 in Leiden) war ein niederländischer Historiker.

## Leben
Petrus Johannes Blok war der Sohn des Schulbesitzers Cornelis Johannes Blok († 4. März 1875) und dessen Frau Dieuwertje Ruijter. Er besuchte anfänglich die Schule seines Vaters und hatte das Gymnasium in Alkmaar besucht. Einer seiner Lehrer war Jan Jacob de Gelder (* 12. Oktober 1802 in Den Haag; † 15. April 1890 in Alkmaar). Danach studierte er ab dem 22. September 1873 klassische Literatur an der Universität Leiden. Hier wurden Carel Gabriel Cobet, Willem Georg Pluijgers (* 18. Februar 1812 in Zwolle; † 30. April 1880 in Leiden), Matthias de Vries, Reinhart Dozy, Jan Pieter Nicolaas Land und Robert Jacob Fruin seine Lehrer. Am 14. Dezember 1876 absolvierte er sein Kandidatenexamen und bestand am 7. Dezember 1878 sein Zulassungsverfahren zur Promotion. Diese erfolgte am 21. Juni 1879 mit der Schrift Sextus Pompejus Magnus Gnaei filius in der klassischen Literatur. Blok wurde am 4. August 1879 Lehrer der niederländischen Sprache und Geschichte am städtischen Gymnasium in Leiden. Während jener Zeit beschäftigte er sich mit der Geschichte der Stadt im Mittelalter. Die Frucht seiner Arbeit erschien 1883 unter dem Titel Eene Hollandsche stad in de Middeleeuwen. Ein Jahr später folgte eine zweite Schrift über eine Stadt in den Burgundischen Niederlanden unter dem Titel Eene Hollandsche stad onder de Bourgondisch-Oostenrijksche heerschappij.
Mit diesen Werken hatte er sich aufgrund seiner soliden Arbeitsweise solch einen Ruhm erworben, dass man ihn 1884 die Professur für niederländische Geschichte an der Universität Groningen übertrug. Diese Aufgabe übernahm er am 26. September desselben Jahres mit der Rede Het doel van de beoefening der geschiedenis (frei ins Deutsche übersetzt: Der Sinn der Studien der Geschichte). Hier gründete er die historische Gesellschaft in Groningen, belebte den dortigen Volksalmanach und war 1886/1887 als Bibliothekar an der Universitätsbibliothek Groningen tätig. Zudem reiste er – vor allem während seiner Groninger Jahre er – unermüdlich in die Archive in England, Frankreich, Deutschland, Österreich und Belgien, um neue Quellen zur niederländischen Geschichte aufzuspüren.
Durch eine Vielzahl von Publikationen wuchs seine Reputation, sodass er am 21. Mai 1894 auf die Professur der niederländischen Geschichte an der Universität Leiden berufen wurde. Diese Aufgabe übernahm er am 6. Oktober 1894 mit seiner Einführungsrede De Geschiedenies als sociale wetenschap (frei ins Deutsche übersetzt: Die Geschichte als soziale Wissenschaft). Hier beteiligte er sich auch an den organisatorischen Aufgaben der Hochschule und war 1910/1911 Rektor der Alma Mater. Von 1894 bis 1897 unterrichtete er als Hauslehrer im Schloss Het Loo die niederländischen Königin Wilhelmina im Fach Niederländische Geschichte, später, an der Universität Leiden, ihre Tochter, Prinzessin Juliana. Als 70-Jähriger wurde er am 25. Mai 1925 aus seiner Professur emeritiert.
Bekannt wurde Blok auch als Redakteur des niederländischen Lexikons Nieuw Nederlandsch Biografisch Woordenboek (Neues niederländisches Biographisches Wörterbuch), zu welchem er mehr als 300 Artikel beigesteuert hat. Dazu beteiligte er sich als Redakteur an Fachzeitschriften. Auch seine Einzelbiografien zu Wilhelm I. van Oranje, Friedrich Heinrich von Oranien und Michiel de Ruyter sind nicht unbeachtet geblieben. So hat auch seine Geschichte der Niederlande eine deutsche (1902–1918) und englische (1898–1902, 1907–1913) Übersetzung erfahren. Er war Mitbegründer des niederländischen historischen Instituts in Rom und Mitbegründer der historischen Vereinigung Oud-Leiden.

## Familie
Petrus Johannes Blok war zwei Mal verheiratet. Seine erste Ehe schloss er am 14. Juli 1881 in Leiden mit Maria Dorothea Felix (* 14. März 1857 in Leiden; † 23. August 1908 ebd.), die Tochter des Christiaan Hendrik Felix und der Johanna Maria Boucher. Aus erster Ehe stammen zwei Söhne und eine Tochter. Man kennt man die Söhne Peter Robert Blok I (* 25. Januar 1887 in Groningen; † 4. Juli 1887 ebd.), Peter Robert Blok II (* 17. Juni 1888 in Groningen) verh. April 1914 in Leiden mit Anthonetta Christina Dinckgreve (* 26. Juni 1881 in Hengelo) und die Tochter Johanna Maria Blok (* 8. Juli 1883 in Leiden). Seine zweite Ehe ging er am 12. April 1911 mit Johanna Frederika Kuiper (* um 1859 in Hellendoorn; † 10. Dezember 1922 in Leiden), die Tochter des Johannes Albertus Kuiper und der Helena Wolthuis, ein.

## Ehrungen und Mitgliedschaften in wissenschaftlichen Vereinigungen
Petrus Johannes Blok war Ritter des Ordens vom niederländischen Löwen, er wurde Kommandeur des Orden der Krone von Italien, trug das Kommandeurkreuz des Orden von Oranien-Nassau und war Offizier des l’Instruction Publique.
1904 erhielt er die philosophische Ehrendoktorwürde der Universität Marburg und 1909 die Ehrendoktorwürde für Geschichte der Universität Löwen.
Blok wurde auswärtiges Mitglied der Kommission für vaterländische Geschichte in Venedig, 1886 wurde er Mitglied der Groninger historischen Gesellschaft, 1892 Mitglied der königlich niederländischen Akademie der Wissenschaften, 1906 Mitglied der
Göttinger Akademie der Wissenschaften, 1913 wurde er Ehrenmitglied der geschichtlichen Gesellschaft in London und 1903/1904 Vorsitzender der Maatschappij der Nederlandsche Letterkunde (frei deutsche übersetzt: Gesellschaft der niederländischen Literatur) in Leiden.

## Werke (Auswahl)
- Lodewijk van Nassau. Nijhoff, S' Gravenhage 1889. (Digitalisat)
- Friesland im Mittelalter. Leendertz, Leer 1891. (Digitalisat)
- Geschiedenis van het Nederlandsche Volk. 4 Bände. Wolters, Groningen 1892. (Digitalisat Band 1), (Band 2), (Band 3), (Band 8)
- Histoire de Belgique. Brussel, 1909–1932, 7. Bde.
- Willem de Eerste: prins van Oranje. Bd. 1. 1919, Bd. 2 1920
- Michiel Adraanszoon de Ruyter. 1930
- Rotterdam-Muziekstad, in: Wat niet in Baedeker staat. Het boek van Rotterdam. A. J. G. Strengholt, Amsterdam 1931 (Essay)